# 科林·弗伦奇
科林·弗伦奇（英語：Colin French，1916年11月20日—1984年3月27日），澳大利亚男子水球运动员。他曾代表澳大利亚参加1950年大英帝国运动会水球比赛，获得一枚金牌。他也曾参加1948年夏季奥林匹克运动会。